# John Francis Campbell Monument

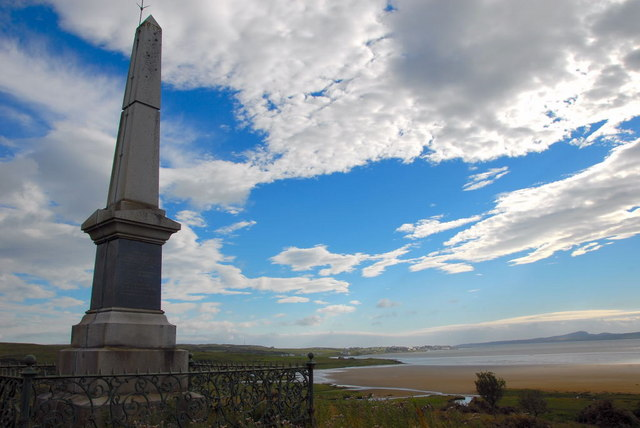
John Francis Campbell Monument; im Hintergrund ist Bowmore zu erkennen.

Das John Francis Campbell Monument ist ein Obelisk, der sich etwa 1,5 km südlich der Ortschaft Bridgend auf der Hebrideninsel Islay befindet. Bowmore, der Hauptort der Insel, ist etwa drei Kilometer in südwestlicher Richtung gelegen. 1980 wurden das John Francis Campbell Monument in die schottischen Denkmallisten in der Kategorie C aufgenommen.
Das Denkmal liegt auf einer Anhöhe und überblickt die Meeresbucht Loch Indaal. Es wurde im Jahre 1887, zwei Jahre nach dessen Tod, zum Gedenken an den Autor und Erfinder John Francis Campbell, auch als Young John of Islay bekannt, errichtet.

## Beschreibung
Der aus Granit bestehende Obelisk ruht auf einem quadratischen Sockel, der sich stufenweise nach oben verjüngt. Oberhalb des Sockels folgen auf den vier Seitenflächen des Monuments ein bronzenes Relief Campbells, dessen Familienwappen sowie eine Gedenkinschrift in Englischer und Gälischer Sprache. Darüber setzt sich das Denkmal als spitzer Obelisk mit quadratischer Grundfläche fort.